# Oenothera pedemontana
Oenothera pedemontana är en dunörtsväxtart som beskrevs av Adriano Soldano. Oenothera pedemontana ingår i släktet nattljussläktet, och familjen dunörtsväxter. Inga underarter finns listade i Catalogue of Life.